# 1139
Năm 1139 trong lịch Julius.